# سميرة بليل
سميرة بليل (بالفرنسية: Samira Bellil)‏ (24 نوفمبر 1972 - 4 سبتمبر 2004)، كانت نسوية فرنسية وناشطة اجتماعية ومدافعة عن حقوق المرأة. أثارت سميرة الضجة بعد صدور كتابها «في جحيم المنعطفات» سنة 2002، وناقشت فيه العنف الجسدي والاغتصاب الذي تعرضت له هي وفتيات الضواحي العمالية في باريس.

## حياتها
ولدت سميرة بليل في 24 تشرين الثاني (نوفمبر) عام 1972 في الجزائر. بعد ولادتها بفترة بسيطة هاجرت عائلتها إلى فرنسا، تحديداً إلى فال دواز. لم تمضِ فترة حتى سجن والدها، وعاشت في حضانة عائلة بلجيكية حتى سن الخامسة، ثم التحقت بوالدها الذي عمل في مصنع للكرتون المقوى وأمها التي عملت في الخدمات المنزلية في ضاحية سان دوني الشعبية.
في الرابعة عشرة من العمر عام 1987، لم تعد تتحمل عنف الوالد الذي سبق وعرف السجن، ولا تجاهل الأم وخضوعها لهذا العنف، فهربت من البيت للمرة الأولى ثم عادت اليه، لكنها كررت عمليات الهروب لاحقاً، الأمر الذي أسبغ عليها سمعة الفتاة السيئة. في تلك الفترة تعرضت لإغتصابٍ جماعي وذلك عندما وافق رفيقها، من دون علمها، على تقديمها إلى شاب آخر بارز في عصابات الحي الصغيرة. وقام هذا الأخير باغتصابها، وضربها بعنف. لم تبلغ عن مغتصبها إلا بعد أن اكتشفت من رفيقاتها أن هناك فتيات تعرضن لمثل حالتها، أسرعت بتقديم شكوى بعدما طرحت قضيتها في دائرة الشرطة وأكدت استعدادها للشهادة ضد من اغتصبها ومن يقف معه وشرح ما يحدث في الحي. لكن المحامية التي ترافعت عنها مجاناً، نسيت إبلاغها بموعد المحاكمة ولم تستطع الشهادة، فكان أن حكم على مغتصبها بالسجن ثمان سنوات فقط.
في الحي حيث تسكن، أصبحت سميرة نكرة، وفي البيت لم تفهم والدتها السبب الذي دفع بابنتها إلى الشكوى. وتبرأ منها أهلها وطردت من منزلها. وبعد حياة تشرد وعنف وتعاطي مخدرات والنوم في الأزقة ومرافقة عصابات صـغيرة، تلقت سميرة علاج جسدي ونفسي في عدد من مستشفيات الامراض النفسية. وبعد انتهاء العلاج شرعت سميرة في الكتابة تخلصاً من الغضب والحقد والتمرد والعنف التي تشعر بها تجاه العالم.

## وفاتها

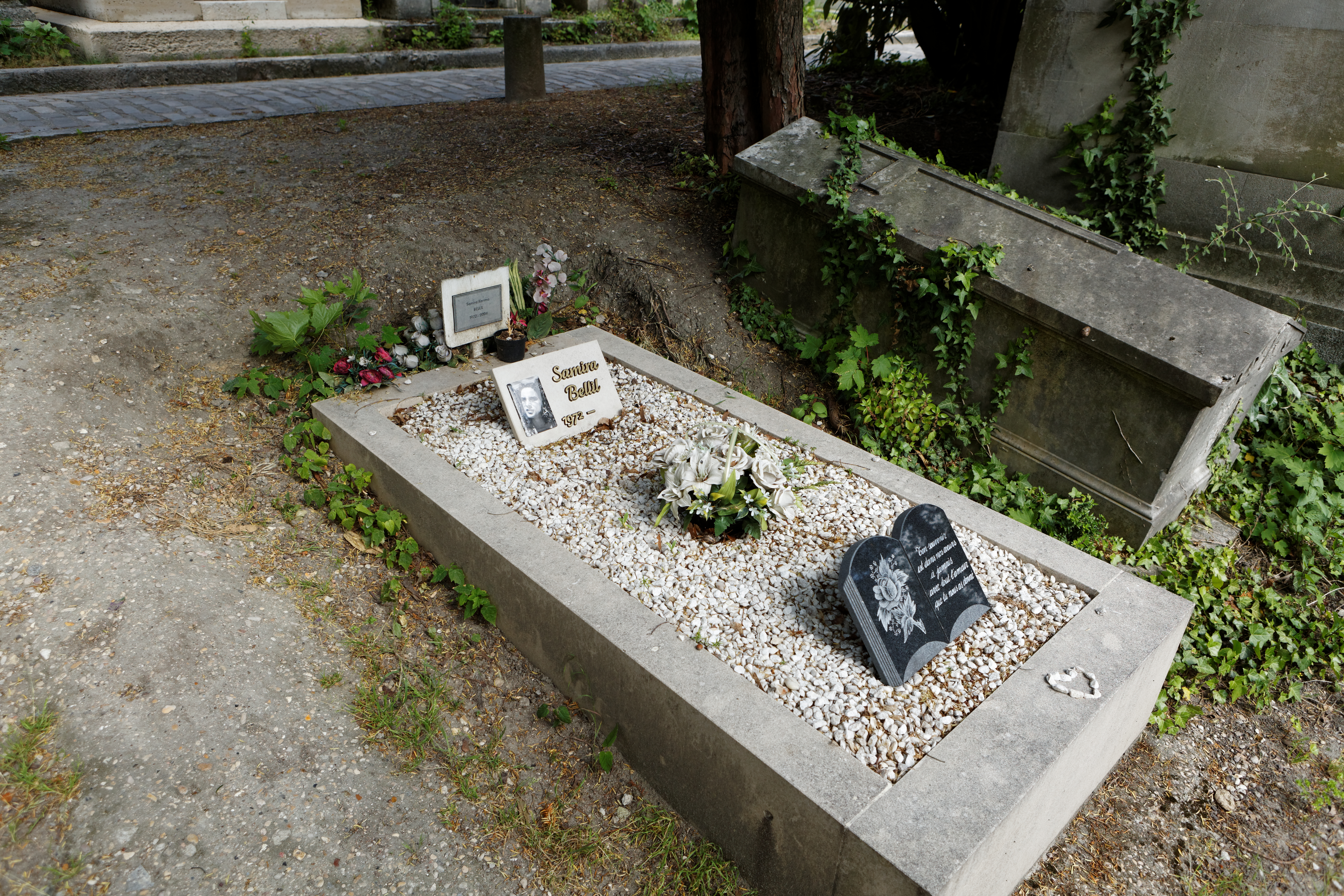
صورة لضريح قبرها في مقبرة بير لاشيز

في السابع من سبتمبر 2004، توفيت في باريس بسبب مرض سرطان المعدة. في اليوم التالي سار موكب يضم نحو ألف شخص بملابس بيضاء اللون، متوجهاً نحو مقبرة المشاهير في ضاحية بيرلاشيز حيث دفنت سميرة بليل بالقرب من كبار المشاهير في فرنسا. رافقت الموكب شخصيات سياسية وأدبية مرموقة إضافة إلى وزيرة التضامن والشؤون النسائية في فرنسا نيكول اولين ونائبة رئيس بلدية باريس آن هيدالغو ومجموعة كبيرة من رفيقات الدرب في جمعية «لا عاهرات ولا خاضعات» وفتيات كثيرات سبق وتعرفن اليها.